# أمايا سالازار
أمايا سالازار هي رسامة دومينيكانية، ولدت في 1951 في سانتو دومينغو في جمهورية الدومينيكان.